# Vadim (Lazebnyj)
Vadim (světským jménem: Vladimir Anatoljevič Lazebnyj; * 14. října 1954, Gubkin) je ruský duchovní Ruské pravoslavné církve a metropolita jaroslavský a rostovský.

## Život
Narodil se 14. října 1954 v Gubkinu.
V letech 1972–1977 studoval na Oděském duchovním semináři. V letech 1974–1976 sloužil v řadách Sovětské armády. Po dokončení semináře nastoupil na Moskevskou duchovní akademii. Akademii dokončil s titulem kandidáta bohosloví a téma jeho kandidátské práce znělo: „Reforma duchovní výchovy v římskokatolické církvi ve světle rozhodnutí 2. vatikánského koncilu“.
Roku 1978 byl arcibiskupem kurským a bělgorodským Chrizostomem (Martiškinem) rukopoložen na diákona a o rok později byl rektorem Moskevské duchovní akademie arcibiskupem Volodymyrem (Sabodanem) postřižen na monacha se jménem Vadim. Roku 1980 jej arcibiskup Chrizostom rukopoložil na jeromonacha.
Od května 1978 do října 1981 byl referentem a poté vedoucím kanceláře Oddělení vnějších církevních vztahů Moskevského patriarchátu. Roku 1981 byl poslán k dispozici arcibiskupu Chrizostomu (Martiškinu).
Od října 1981 do srpna 1984 byl klerikem chrámu Všech svatých v Kursku. Poté byl jmenován představeným chrámu svatého Alexandra Něvského v Starém Oskolu a blagočinným Starooskolského okruhu.
Od února do října 1985 byl sekretářem Irkutské eparchiální správy a od listopadu 1985 do července 1988 byl představeným chrámu svatého Mikuláše ve Vladivostoku a blagočinným Primorského okruhu.
Roku 1987 byl povýšen na igumena a o rok později na archimandritu.
Od července 1988 do ledna 1990 sloužil jako představený chrámu Povýšení svatého Kříže v Irkutsku, sekretář Irkutské eparchiální správy a blagočinný Irkutského okruhu.
Dne 25. ledna 1990 jej Svatý synod zvolil biskupem irkutským a čitským a 4. února 1990 proběhla v chrámu Zjevení Páně v Moskvě jeho biskupská chirotonie. Hlavním světitelem byl metropolita krutický a kolomenský Juvenalij (Pojarkov).
Od 29. ledna do 25. května 1991 byl dočasným správcem nové zřízené magadanské eparchie a od 31. ledna do 27. prosince 1991 dočasným správcem chabarovské eparchie.
Dne 25. února 2000 byl patriarchou moskevským Alexijem II. povýšen na arcibiskupa.
Dne 6. října 2011 byl jmenován hlavou nově zřízené irkutské metropole a 8. října byl povýšen na metropolitu.
Od října 2011 do prosince 2013 byl dočasným správcem sajanské eparchie.
Dne 26. prosince 2019 jej Svatý synod ustanovil metropolitou jaroslavským a rostovským, hlavou jaroslavské metropole.
Dne 20. listopadu 2020 byl Svatým synodem potvrzen ve funkci představeného Spaso-Jakovlevského monastýru v Rostově.
Dne 24. září 2021 byl Svatým synodem jmenován rektorem Jaroslavského duchovního semináře.